# Jon Brion
Jon Brion (11 de dezembro de 1963) é um cantor, compositor e produtor musical estadunidense. Confere trabalhos com grandes nomes da música, como Kanye West, Fiona Apple e Beck Hansen, além de assinar trilhas sonoras de filmes como Brilho Eterno de Uma Mente Sem Lembranças.

## Início
Brion nasceu em Glen Ridge, New Jersey, New Jersey. Ele veio de uma família musical, sua mãe, LaRue, era assistente administrativo e cantora, e seu pai, Keith Brion, foi um diretor da banda na Universidade de Yale. Seu irmão e irmã tornou-se um compositor/arranjador e violinista, respectivamente. Brion teve dificuldades em Hamden High School e na idade de 17 a educação deixou os estudos optando por ser músico profissionalmente. De 1980-1985 Jon fazia parte da banda The Trechos, junto com Stephen Harris, Dean Falcone, Jim Balga, Bobby Butcher & Pico Priggen.